# روبیوس هاگرید
روبیوس هاگرید (هاگرید) از شخصیت‌های تخیلی مجموعه داستان‌های هری پاتر نوشتهٔ جی کی رولینگ است. او شکاربان و نگهبان موجودات جنگل ممنوعه مدرسه جادوگری هاگوارتز است و مدتی استاد درس نگهداری از موجودات جادویی نیز بوده‌است. روبیوس سابقاً دانش‌آموز هاگوارتز بوده که در سال سوم او را اخراج کردند. در زمان هرج و مرج در کتاب یادگاران مرگ وی فراری می‌شود. بازیگر روبیوس هاگرید در روز جمعه ۱۴ اکتبر ۲۰۲۲ درگذشت.

## نام
روبیوس در لاتین به معنی «قرمز» است. هاگرید در اساطیر یونان خدایی بود که از کوه المپ بیرون انداخته شد. اما زئوس موافقت کرد که در آنجا بماند و از حیوانات مواظبت کند.
وی در جشن کریسمس (نوعی جشن شب که برای قهرمانان داستان ترتیب داده شد) با شخصی به نام مادام ماکسیم (الیمپ ماکسیم) که فرانسوی بود آشنا شد و بعد از مدتی با یکدیگر طرح دوستی ریختند. در کتاب پنجم هاگرید و مادام ماکسیم به محفل ققنوس گرویدند و بعد به دنبال مأموریتی به کوهستان اعزام شدند تا غول‌ها را به سمت جبههٔ محفل ققنوس دعوت کنند.
او دوستی خوبی با هری پاتر دارد و در کتاب زندانی آزکابان به عنوان استاد درس مراقبت از موجودات جادویی معرفی می‌شود.

### موجودات
هاگرید، نقش نسبتاً مهمی را در مجموعه داستان‌های هری پاتر دارد. او بهترین دوست هری، رون و هرمیون هم بوده‌است.

## نوربرت
روبیوس هاگرید در هری پاتر و سنگ جادو، خراب‌کاری به بار می‌دهد. او که عاشق اژدها بوده به کافهٔ سه دسته جارو می‌رود که محل تجمع جادوگران است. شخصی که نقاب بر صورت داشت او را گول‌می‌زند که اگر او راز آرام گرفتن سگ سه سر که محافظ سنگ جادو بوده‌است را به او بگوید در عوض او یک اژدها به هاگرید می‌دهد. سپس هاگرید هم قبول می‌کند و راز را می‌گوید و اژدها را می‌گیرد که اسم او را نوربرت می‌گذارد.

## آراگوگ
در هری پاتر و تالار اسرار (حفرهٔ اسرارآمیز) که کمی از داستان به اخراج شدن هاگرید ربط دارد، نشان می‌دهد هاگرید عنکبوتی به نام آراگوگ را از زمانی را که در تخم بوده نگهداری می‌کرده‌است و آراگوگ به اشتباه مسبب کشتن یک دختر بچه شناخته می‌شود و داستان به همین روال ادامه پیدا می‌کند.

## فنگ
فنگ سگ شکاری هاگرید است که همیشه در کنار اوست.

## گراوپ
در هری پاتر و محفل ققنوس، هاگرید که برای مأموریت جذب غول‌ها و جلوگیری از پیوستن آن‌ها به ولدمورت به سفر می‌رود، علی‌رغم شکست در مأموریت خود، با دست پر بازمی‌گردد. او به همراه خود برادر غولش را می‌آورد که زبان آدمیزاد نمی‌فهمد و از هری و رون و هرمیون می‌خواهد که مراقب او باشند و به او الفبا یاد بدهند.

## پس از خاکسپاری
در هری پاتر و شاهزاده دورگه آراگوگ عنکبوت می‌میرد و هاگرید هری را برای خاکسپاری او دعوت می‌کند. او هم اکنون مرده و در یکی از قبرستان ها در نزدیکی هاگوارتز به خاک سپرده شده.